# بيارت فليم
بيارت فليم (بالنرويجية البوكمول: Bjarte Flem)‏ هو لاعب كرة قدم نرويجي، ولد في 30 مارس 1958. لعب مع ترومسو إيدريتسلاغ ونادي أوليسوند ونادي ليلستروم.

## وصلات خارجية
- بيارت فليم على موقع اتحاد النرويج (النرويجية)
- بيارت فليم على موقع قاعدة بيانات كرة القدم.إي يو (الإنجليزية)

- بيارت فليم على موقع IMDb (الإنجليزية)